# Brestovac Daruvarski
Brestovac Daruvarski is een plaats in de gemeente Končanica in de Kroatische provincie Bjelovar-Bilogora. De plaats telt 887 inwoners (2001).